# 鳩山ニュータウン

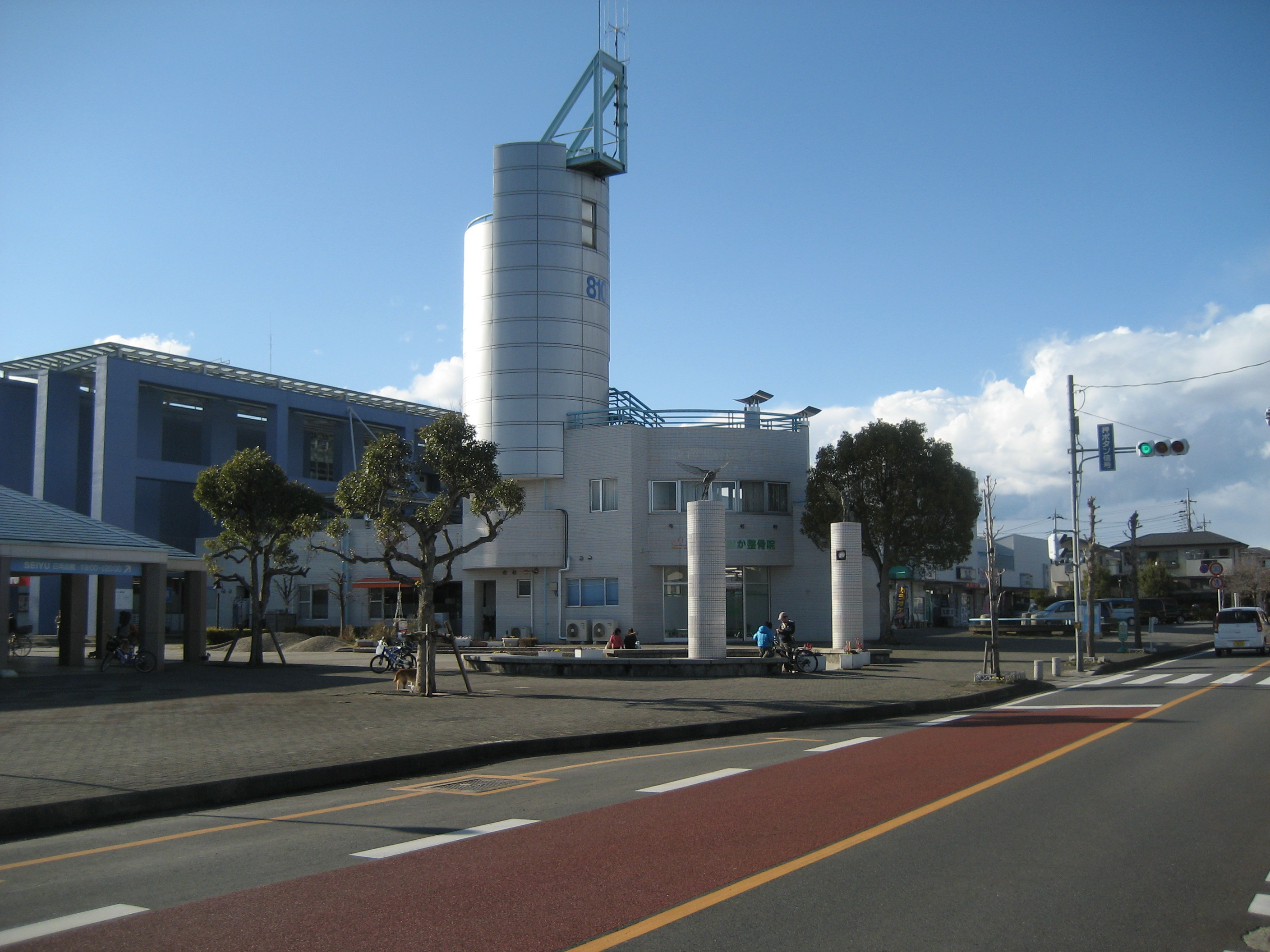
鳩山町東出張所付近

鳩山ニュータウン（はとやまニュータウン）とは、埼玉県比企郡鳩山町にあるニュータウンである。

## 概要
行政上の地名としては「楓ヶ丘」「鳩ヶ丘」「松ヶ丘」。
1971年（昭和46年）から日本新都市開発（2003年8月特別清算）によって岩殿丘陵に東京のベッドタウンとして開発され、1974年（昭和49年）から1997年（平成9年）にかけて分譲された人口6,651人、世帯数3,263（2023年8月時点）の街である。山間部に造成された南部を除きほとんど平らな地形で構成され、1970年代に分譲された南東側、1980年代に分譲された西側、そして1990年頃の最終期に高級住宅として販売された松韻坂地区の3時代にわたる段階的な開発地区に分類される。管理会社（新都市リビング）の後継会社はホームライフ管理株式会社。
近年、分譲開始から45年以上が経ち、65歳以上の高齢者が住民に占める比率は2015年時点で44％になっている。2000年に9979人と1万人近かった人口は、2040年に約5100人へ減少すると予測されている。ただし当ニュータウンのように、ほとんどが持ち家住宅で占められる場合は家族の子供が独立すれば人口は減少していくので、世代が入れ替わる時期まで人口が減り続けるのが一般的だが、近年は空き家問題も生じつつある。特に初期に開発されたエリアでは自宅内に駐車場がない住宅が多く存在することからそういう物件が不動産サイトでも長く売り出されている状況が続くようである。それに加え、山間部にあることからニュータウン外へ行くには路線バスや自動車等以外でのアクセスが難しく、周辺で駅までのアクセスが良い新しい団地、ニュータウンの造成がいくつも行われた事によりニーズがそちらに移ってしまっている問題や、鳩山町には不動産物件をまとめて扱う事業者が居ない状況であることから流通が停滞してることなどが挙げられる。しかし、最寄り駅である東松山市の高坂駅周辺は大型ショッピングモールの進出などで2019年度に地価公示前年比6.0%の地価上昇して埼玉県内2位の上げ幅を記録するなどこの辺の地域に需要がないわけではなく、このような状況を踏まえて、鳩山町では国土交通省の都市再構築戦略事業を活用し、2015年度から都市再生整備計画に取り組んでいる。

## 主な施設

### 公共施設
- 鳩山町東出張所[8]（センター地区タウンセンター内）
- ふれあいセンター[9]（センター地区タウンセンター内）
- 鳩山町コミュニティ・マルシェ[10]（センター地区タウンセンター内）
- 西入間警察署鳩山東駐在所（センター地区）
- 鳩山鳩ヶ丘郵便局
- 多世代活動交流センター[11]（元：松栄小学校）
- 鳩山町地域包括ケアセンター[12]（元：松栄小学校）
- 鳩山町立図書館[13]
- 鳩山町立町民体育館[14]
- 鳩山町立学校給食センター[15]

### 学校
- 鳩山町立鳩山小学校
- 埼玉県立鳩山高等学校
- 山村学園総合研修センター（山村学園短期大学／元：第一鳩山幼稚園）

### 商業施設
- 西友鳩山ニュータウン店
- プチプラザショッピングタウン
- サブセンター

## 交通

### 公共交通機関
鳩山ニュータウン内には鉄道駅はなく、隣の東松山市に所在する「高坂駅」と路線バスで結ばれている。バス路線はニュータウン内を南北に貫くように走っておりバス停留所は5ヶ所に設けられている。本数は高坂駅発平日69本、土休日56本（1時間あたりの平均本数4本）が運行されておりアクセスは比較的良い環境にある。
- 東武東上本線 高坂駅から約4.5km
- 高坂駅西口から路線バス（川越観光バス ）利用
  - TA01系統：高坂駅（西口）～鳩山ニュータウン
  - TA02系統：高坂駅（西口）～鳩山高校経由～鳩山ニュータウン
  - TA03系統：高坂駅（西口）～山村学園短期大学タワー前経由～鳩山ニュータウン

### 自動車
- 関越自動車道　東松山インターチェンジから約7km
- 関越自動車道　鶴ヶ島インターチェンジから約8km
- 関越自動車道　坂戸西スマートインターチェンジから約3.3km（ETC車専用）

## 歴史
- 1968年（昭和43年） - 株式会社丸金建設により鳩山村に新興住宅地事業計画開始。
- 1971年（昭和46年） - 日本新都市開発により鳩山ニュータウン建設着工。
- 1974年（昭和49年） - 分譲開始（202世帯）。
- 1975年（昭和50年） 4月 - 鳩丘小学校、開校。
- 1980年（昭和55年） 4月 - 松栄小学校、開校。
- 1980年（昭和55年） 5月 - 鳩山鳩ヶ丘郵便局、開設。
- 1983年（昭和58年） 4月 - 埼玉県立鳩山高等学校、開校。
- 1988年（昭和63年）11月 - 住居表示変更。鳩山ニュータウン地区は「楓ヶ丘」「鳩ヶ丘」「松ヶ丘」となる。
- 1994年（平成 6年） - タウンセンターの建物がセンター地区に完成[16]、鳩山町東出張所・ふれあいセンター・西友リビング館などが入居する。
- 1997年（平成 9年） - 日本新都市開発による分譲完了。
- 2002年（平成14年）11月 - 管理会社（新都市リビング）、日本新都市開発グループから離脱[2]。
- 2003年（平成15年） 7月 - 人口9,432人、世帯数3,208[1]。
- 2003年（平成15年） 8月 - 日本新都市開発、特別清算。
- 2004年（平成16年） - 日本新都市開発の特別清算に伴い、サブセンターが南西側約1/4に縮小され、北東側約3/4が分譲される（17軒）。
- 2006年（平成18年） 6月 - みずほ銀行鳩山代理店、閉店[17]。
- 2007年（平成19年） 4月 - 鳩丘小学校と松栄小学校が統合、鳩丘小学校校舎で鳩山小学校が開校。
- 2014年（平成26年） 3月 - 西友リビング館、閉店。
- 2017年（平成29年） 7月 - 西友リビング館跡に、鳩山町コミュニティ・マルシェが開設[10]。
- 2017年（平成29年） 8月 - 人口7,263人、世帯数3,252[1]。
- 2023年（令和５年） 8月 - 人口6,651人、世帯数3,263[1]。